# Songkok
O songkok ou peci ou kopiah é um chapéu amplamente usado na Indonésia, Brunei, Malásia, Singapura, sul das Filipinas e sul da Tailândia, mais comumente entre homens muçulmanos . Tem a forma de um cone truncado, geralmente feito de feltro preto ou bordado, algodão ou veludo . Também é usado por homens em ocasiões formais, como casamentos e funerais ou ocasiões festivas, como o Eid ul-Fitr e Eid al-Adha . Na Indonésia, o peci também está associado ao movimento nacionalista. 

## Nomes
É chamado "songkok" na esfera cultural étnica Malaia, no arquipélago malaio  Enquanto em Java, é chamado "kopiah" ou "kopeah".  Também é amplamente conhecido na Indonésia como "peci", embora o peci tenha uma forma mais elíptica e às vezes decorada.  

## Origem

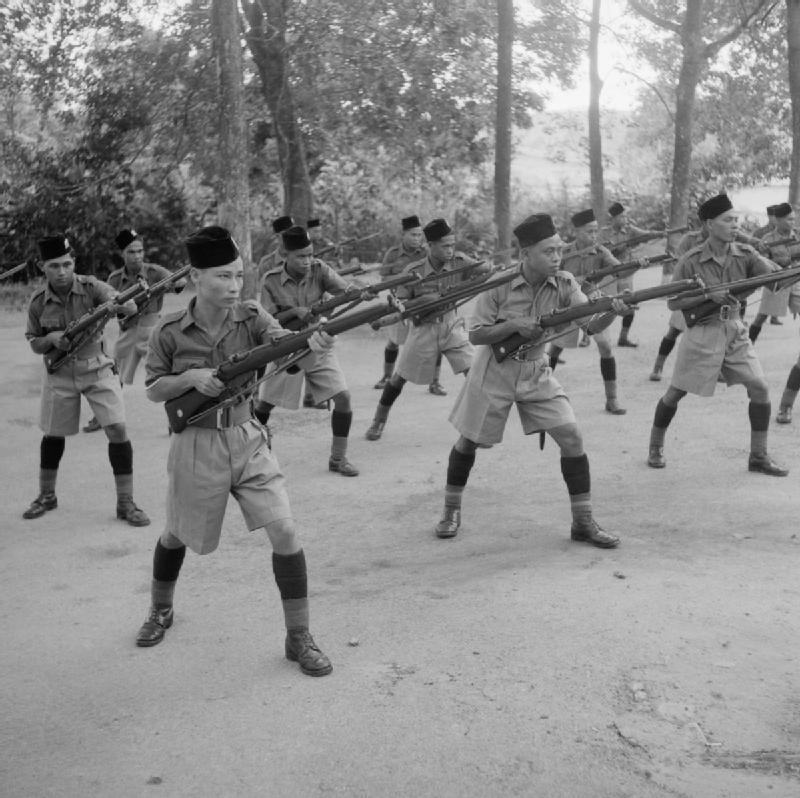
Homens do Regimento Malaio Real (Rejimen Askar Melayu DiRaja) usando songkok na prática de baioneta, Ilha de Singapura (1941).

A origem do songkok pode ser atribuída ao fez, que foi adotado pelos otomanos em 1826 e posteriormente se espalhou para o sul da Ásia e para o arquipélago malaio (agora chamado Indonésia, Malásia e Brunei ). O songkok costumava ser usado durante o Império Otomano e em algumas partes da África . A primeira menção escrita da palavra songkok está em Syair Siti Zubaidah (1840).   O songkok,  tornou-se parte do traje tradicional masculino malaio associado ao Islã, tradicionalmente usado pelos ulemás locais.
O Regimento Real Malaio do Exército da Malásia tem usado o songkok como parte de seu uniforme desde o domínio britânico. 

## Uso Atual

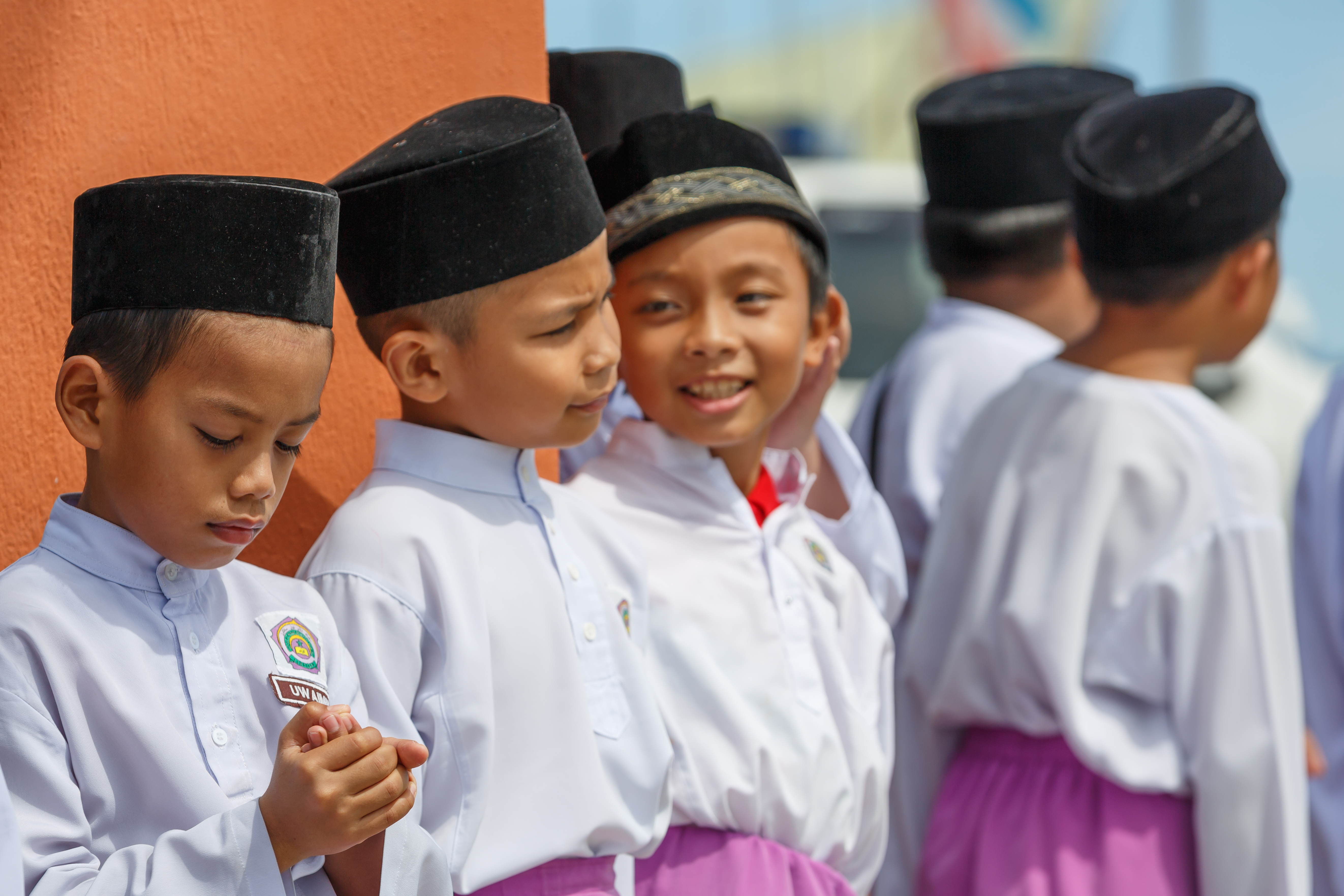
Imagem de crianças usando songkoks

Tradicionalmente, os songkok estão associados ao boné dos homens muçulmanos. No entanto, na Indonésia, o songkok se tornou símbolo nacional com conotações nacionalistas seculares popularizadas por Sukarno .  Muitos ativistas nacionalistas indonésios do movimento no início do século XX usavam peci como Sukarno, Mohammad Hatta e Agus Salim . No entanto, como primeiro presidente da Indonésia, foi Sukarno que popularizou o peci - mais precisamente o simples preto de veludo preto - como boné masculino nacional da Indonésia,   os presidentes indonésios do sexo masculino usam o peci como parte de seu traje presidencial oficial desde então. Os guardas oficiais indonésios do palácio também usavam peci como parte de seu uniforme. O Paskibraka (indonésio: pasukan pengibar bendera pusaka ) ou esquadrão de bandeiras na cerimônia do dia da independência da Indonésia também usam o peci, e há até a versão feminina de peci com as costas curvadas. O povo Betawi usa o Songkok como seu tradicional cocar geralmente colorido de vermelho escuro.
Na Malásia, os trajes tradicionais malaios do sexo masculino consistem em um songkok, camisa, calça combinando e um  baju melayu . Em  Dewan Undangan Negeri ou em Dewan Rakyat, um membro é obrigado a usar o songkok para cumprir o código de vestuário. 
Em Cingapura, o songkok não pode ser usado em escolas do governo como parte do uniforme, É parte do uniforme padrão em madrassas (escolas religiosas islâmicas).
O songkok também desempenha um papel na heráldica do extinto Sultanato de Sulu .      